# Mordellistena bolognai
Mordellistena bolognai es una especie de coleóptero de la familia Mordellidae.

## Distribución geográfica
Habita en Irán.